# Hericium

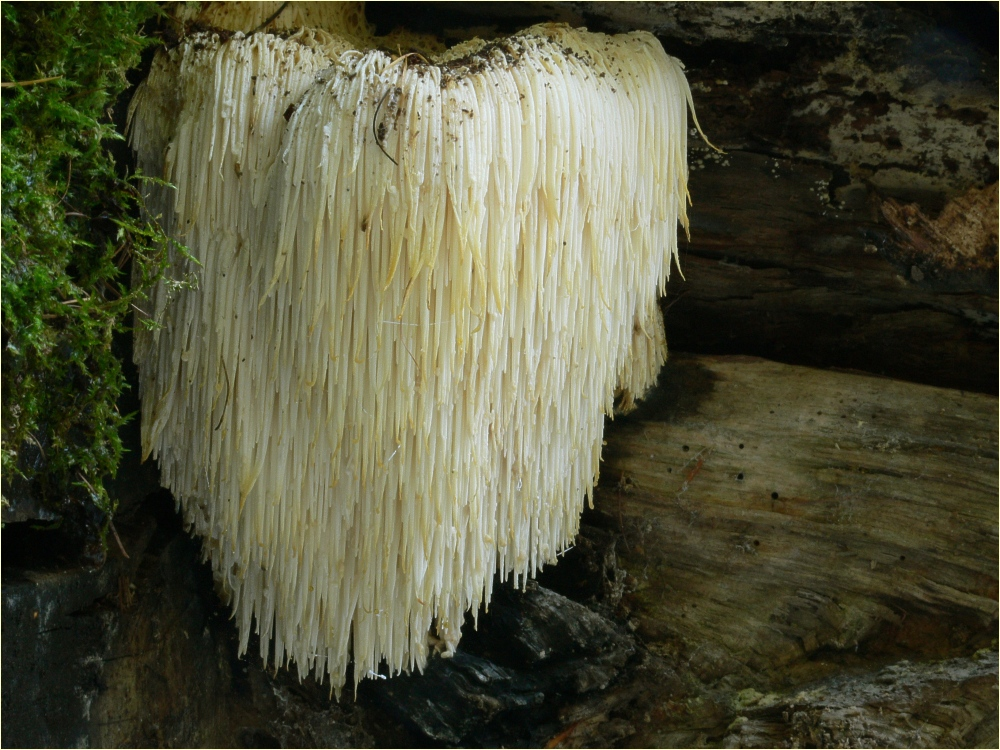
Soplówka jeżowata Hericium erinaceu

Hericium Pers. (soplówka) – rodzaj grzybów z rodziny soplówkowatych (Hericiaceae).

## Charakterystyka
Grzyby saprotroficzne lub słabe pasożyty, które rozwijają się w drewnie i owocnikują na jego powierzchni powodując białą zgniliznę. Owocniki rozpostarte, występujące pojedynczo lub kępkami. Hymenofor hydnoidalny, kolce długie, niekiedy rozgałęzione. System strzępkowy monomityczny, strzępki ze sprzążkami. Obecne gleocystydy. Podstawki maczugowate z 4 sterygmami i sprzążką bazalną. Bazydiospory elipsoidalne, lekko pomarszczone lub granulkowate, amyloidalne.
Hericium charakteryzuje się łatwym do rozpoznania dużym, mięsistym i hydnoidalnym owocnikiem, mikroskopowo obecnością gleocystyd i amyloidalnych bazydiospor o powierzchni ornamentowanej. Jest morfologicznie blisko spokrewniony z Climacodonem, ale ten ostatni różni się nieamyloidalnymi bazysiosporami.

## Systematyka i nazewnictwo
Pozycja w klasyfikacji według Index Fungorum
Hericiaceae, Russulales, Incertae sedis, Agaricomycetes, Agaricomycotina, Basidiomycota, Fungi.
Taksonomia
Rodzaj ten został pierwotnie (poprawnie według kodeksu ICN) zdiagnozowany jako Martela przez Michela Adansona w drugim tomie „Familles des plantes” z 1763 r. Prawdopodobnie o ten sam takson chodziło Giovanniemu Scopoli w 1772, kiedy opisał rodzaj Manina i zaliczył do niego 7 gatunków: Manina cauliflora, M. columnaris, M. cordiformis, M. crispa, M. flagellum, M. muscoides i M. ramosissima.
Nazwy Hericium po raz pierwszy użył Christiaan Persoon w 1794. Zaliczono wtedy do niego jeden gatunek, Hericium coralloides.
W 1797 r. Persoon zalicza do tego rodzaju 10 gatunków: H. clathroides, H. coralloides, H. abietinum, H. flagellum, H. nudicaule, H. muscoides, H. caput-medusae, H. erinaceus, H. hystrix i H. echinus (większość z nich jest dziś klasyfikowana jako dwa gatunki).
Elias Fries w pracy zatwierdzającej – „Systema mycologicum” z 1821 – odmówił rangi tego taksonu i opisał go jako ówczesne plemię Merisma w rodzaju Hydnum.
Do początku XX wieku opisano kilkadziesiąt odrębnych gatunków należących do tego rodzaju, obecnie wiele z nich zostało utożsamionych z dwoma: H. coralloides i H. erinaceus, a kilkanaście nie zostało zweryfikowanych obecnie.
W 1912 r. Howard Banker opublikował wyniki badań nad taksonomią rodzaju Manina, w których wykazywał potrzebę przywrócenia tego opisanego w 1772 r. rodzaju, zaś Hericium i Medusina uznał za późniejsze synonimy. Oprócz podanych przez Scopoliego gatunków Manina flagellum i M. cordiformis, zaliczył do tego rodzaju także M. caput-ursi, M. coralloides i M. schiedermayeri.
Synonimy
Dryodon Quél. ex P. Karst.,
Friesites P. Karst.,
Hericium Fr.,
Hericius Juss.,
Manina Scop. ex Banker,
Martela Adans.,
Martella Endl.,
Medusina Chevall.
Polską nazwę – soplówka – podali Barbara Gumińska i Władysław Wojewoda w 1968 r. (wcześniej niektóre gatunki zwano kolczakami).
Gatunki
- Hericium abietis (Weir ex Hubert) K.A. Harrison (1964)
- Hericium americanum Ginns 1984
- Hericium bembedjaense Jumbam & Aime 2019
- Hericium bharengense K. Das, Stalpers & U. Eberh. 2011
- Hericium botryoides Ito & Otani 1957
- Hericium cirrhatum (Pers.) Nikol. 1950 – soplówka strzępiasta, kolczatek strzępiasty[12]
- Hericium clathroides (Pall.) Pers. 1797[13]
- Hericium coralloides (Scop.) Pers. 1794 – soplówka bukowa
- Hericium erinaceus (Bull.) Pers. 1797 – soplówka jeżowata
- Hericium fimbriatum Banker 1906
- Hericium flagellum (Scop.) Pers. 1797 – soplówka jodłowa
- Hericium novae-zealandiae (Colenso) Chr.A. Sm. & J.A. Cooper 2019
- Hericium ptychogasteroides Nikol. 1956
- Hericium rajchenbergii Robledo & Hallenb. 2012
- Hericium rajendrae U. Singh & K. Das 2018
- Hericium yumthangense K. Das, Stalpers & Stielow 2013

Wykaz gatunków i nazwy naukowe na podstawie Index Fungorum. Nazwy polskie według Władysława Wojewody.